# Hawańczyk
Hawańczyk – rasa psa, należąca do grupy psów do towarzystwa, zaklasyfikowana do sekcji biszonów i ras pokrewnych w podsekcji biszonów. Nie podlega próbom pracy.

## Historia rasy i pochodzenie
Rasa pochodzi z rejonu Morza Śródziemnego, rozwinęła się wzdłuż wybrzeży Hiszpanii i Włoch. Na Kubę zostały wprowadzone przez marynarzy włoskich. Służyły tam jako ulubieńcy eleganckich kręgów towarzyskich i arystokracji. Ze względu na najczęstszy kolor (kolor tytoniu) powstała legenda o ich pochodzeniu z Hawany. Wydarzenia historyczne spowodowały zanik dawnych linii hawańczyków na Kubie. Nieliczne przetrwały poprzez nielegalne wywiezienie z wyspy do USA.

## Wygląd

### Szata i umaszczenie
Hawańczyki mają bardzo urozmaiconą gamę kolorów. Zdarzają się popielate, rude, jasnopłowe, brązowe, białe, a nawet koloru hawana (brązoworudy kolor tytoniu). Najpopularniejszy jest kolor popiołu a bardzo rzadko złoty lub kremowy. Hawańczyki mają raczej włosy a nie typową dla psów sierść. Trzeba je bardzo często czesać (nawet trzy do pięciu razy dziennie), gdyż inaczej robią się im kołtuny w sierści bez podszerstka potocznie zwane włosami. Sierść osiąga długość od 12 do 18 cm, jest prosty, falisty i miękki.

## Użytkowość
Pies do towarzystwa, pies reprezentacyjny. Ze względu na dużą aktywność i sporą wytrzymałość fizyczną sprawdza się w kynologicznych dyscyplinach sportowych czyli agility.

## Zdrowie i pielęgnacja
Szata wymaga codziennej pielęgnacji. To psy długo żyjące, zdarzają się u nich zwyrodnienia kośćca i stawów. Mogą się także pojawiać problemy ze wzrokiem.